# پردیس‌ویل (پنسیلوانیا)
پردیس‌ویل (به انگلیسی: Pardeesville) یک منطقهٔ مسکونی در ایالات متحده آمریکا است که در شهرستان لوزرن، پنسیلوانیا واقع شده‌است. پردیس‌ویل ۱٫۷ کیلومتر مربع مساحت و ۵۷۲ نفر جمعیت دارد.